# British Gas

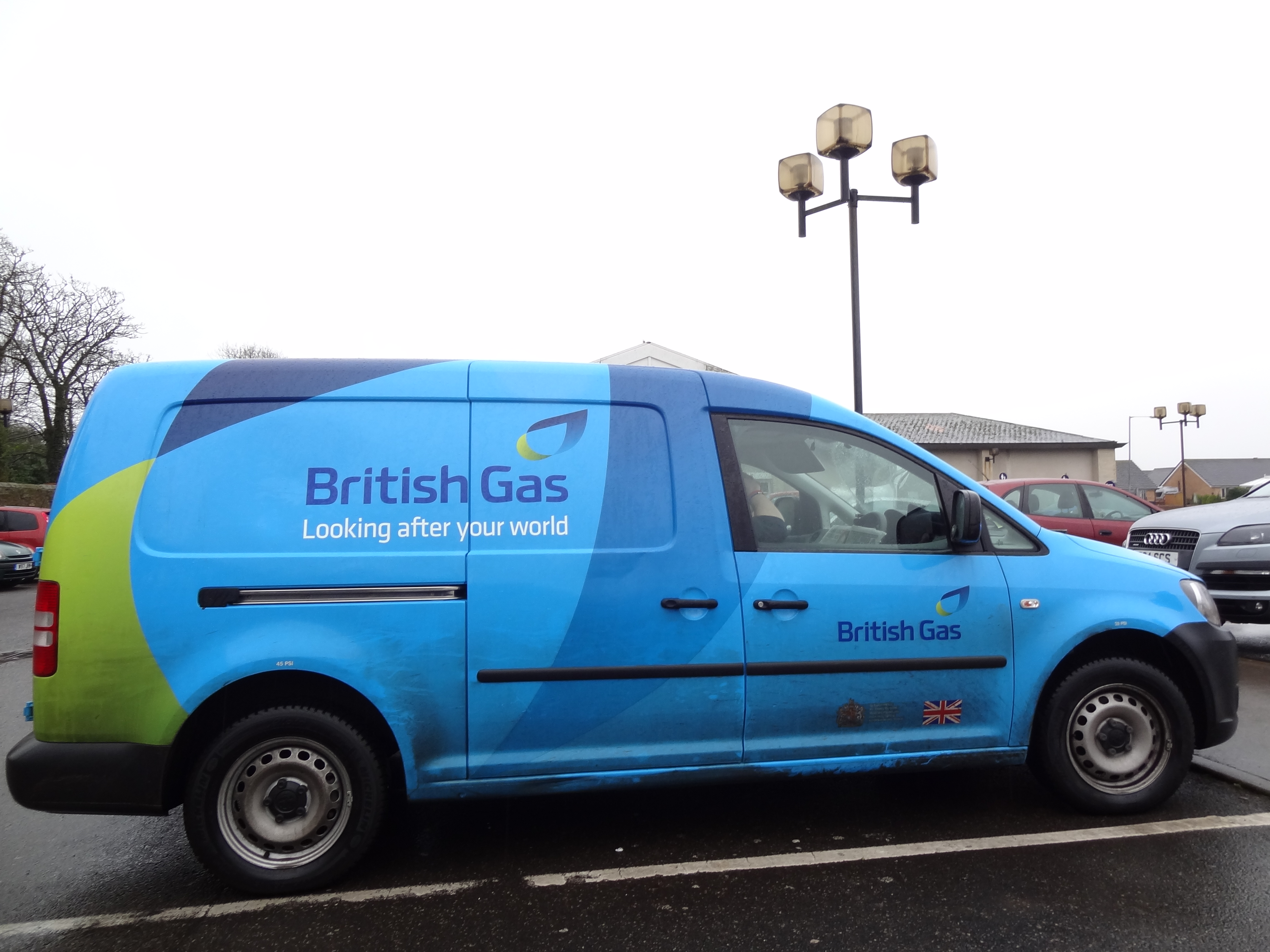
Firmenwagen

British Gas ist ein Energie- und Servicedienstleister in Großbritannien. Es ist der Handelsname von British Gas Services Limited und British Gas New Heating Limited, beides Tochtergesellschaften von Centrica. British Gas ist der größte britische Energieversorger und ist einer der „Big Six“, die den Gas- und Strommarkt im Vereinigten Königreich dominieren.
Die Marke British Gas ist ein Produkt aus der Spaltung der British Gas Corporation im Jahr 1997, welche in die heutigen Unternehmen Centrica, BG Group und Transco zerschlagen wurde. Die British Gas Corporation war das Ergebnis der Umstrukturierung der britischen Gasindustrie nach dem Gas Act 1972. Dieses Gesetz fusionierte sämtliche Bereiche und formte so die British Gas Corporation.
Die British Gas Corporation wurde vom Kabinett Thatcher II als British Gas plc privatisiert und am 8. Dezember 1986 an der Londoner Börse erstmals gelistet.

## Geschichte

### 1812–1948

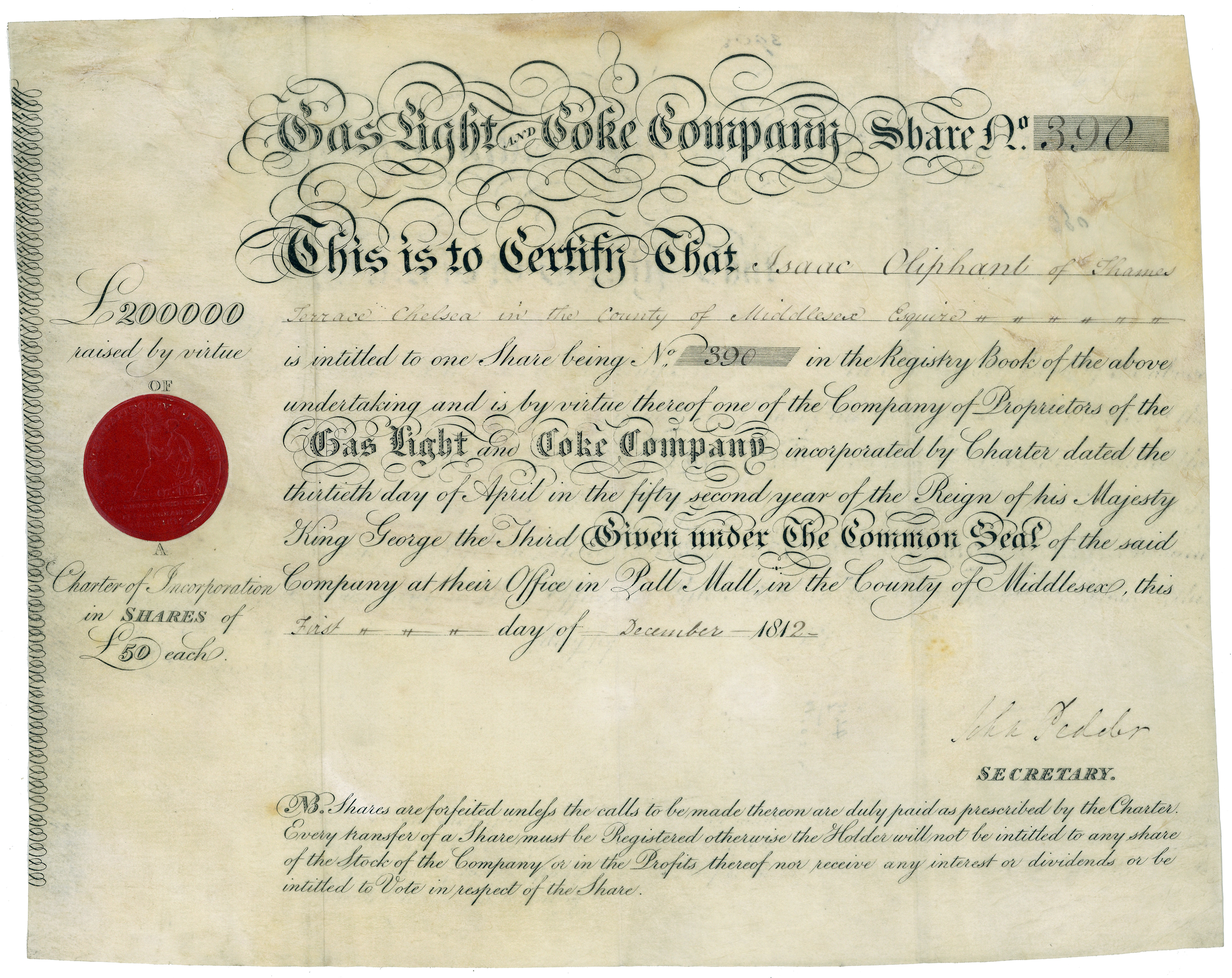
Gründeraktie der Gas Light and Coke Company über 50 £, ausgestellt am 1. Dezember 1812 in Pall Mall in der Grafschaft Middlesex, gedruckt auf Pergament. Die von Friedrich Albert Winzer mit einem Kapital von 200.000 £ gegründete Gesellschaft war das erste öffentliche Gaswerk der Welt, Vorläufer von British Gas, dem größten britischen Energieversorger.

Die „Gas Light und Coke Company“ war das erste öffentliche Versorgungsunternehmen der Welt. Es wurde von Frederick Albert Winsor gegründet und von Royal Charter am 30. April 1812 unter dem Siegel von König Georg III eingetragen. Für die nächsten 136 Jahre expandierte das Unternehmen in öffentliche Servicedienstleistungen, während es mehrere kleinere Firmen aufkaufte. Am 1. Mai 1949 wurde die GLCC nach der Verabschiedung des „Gas Act 1948“ zum Hauptteil des neuen „North Thames Gas Board“, einem der zwölf regionalen öffentlichen Versorgungsunternehmen von Großbritannien.

### 1948–73
In den frühen 1900er Jahren wurde der Gasmarkt im Vereinigten Königreich hauptsächlich von Bezirksräten und kleinen Privatfirmen bedient. Das Gas, das im 19. und dem frühen 20. Jahrhundert verwendet wurde, war Stadtgas, das in der Zeit zwischen 1967 und 1977 durch Erdgas ersetzt wurde.
Im Jahr 1948 gestaltete das Kabinett Attlee I die Gasindustrie um und veröffentlichte den „Gas Act 1948“. Das Gesetz (Ausübungsdatum 1. April 1949) verstaatlichte die britische Gasindustrie und 1.062 in Privatbesitz befindliche und kommunale Gasgesellschaften wurden in zwölf öffentliche Versorgungsunternehmen mit jeweils getrennter Körperschaft und eigener Führungsstruktur überführt. Die zwölf Gasversorger waren: Ost-, Ost-Midlands, Nord-, Nord-Ost-, Nord-Themse, Nord-West, Schottisch, Süd-, Süd-Ost-, Süd-West, Wales und West Midlands. Jedes Unternehmen wurde in geographische Gruppen oder Divisionen eingeteilt, die oft weiter in kleinere Bezirke unterteilt wurden. Darüber hinaus schrieb das Gesetz die Gründung des Gasrates vor. Die Verfassung des Rates wurde so aufgesetzt, dass die Kontrolle effektiv bei den öffentlichen Unternehmen lag. Der Rat bestand aus einem Vorsitzenden und einem stellvertretenden Vorsitzenden, die beide vom Minister ernannt wurden, und jeweils einem Sitz für jedes Versorgungsunternehmen. Der Rat diente als Kommunikationskanal mit dem Minister, führte Tarifverhandlungen, koordinierte die Forschung und handelte als Sprecher für die Gasindustrie im Allgemeinen.
Der „Gas Act 1965“ verlagerte das Machtgleichgewicht in die Mitte: Es setzte den Gasrat auf die gleiche Position wie die Versorger, mit der Befugnis, bis zu 900 Millionen Pfund Sterling zu leihen, um Gas zu produzieren oder zu erwerben und dieses in beliebige Gebiete zu liefern. Im Mai 1968 zog der Gasrat in neue und größere Büros in 59 Bryanston Street, Marble Arch, London.

### 1973–86
In den frühen 1970er Jahren wurde die britische Gasindustrie nach dem „Gas Act 1972“ erneut umstrukturiert. Das Gesetz fusionierte alle 12 öffentlichen Versorger und schuf die „British Gas Corporation“.
Das Unternehmen war von Beginn an verantwortlich für die Entwicklung und Instandhaltung der Gasversorgung in Großbritannien. Die Führung des Unternehmens wurde, wie schon bei den Versorgern zuvor, bis 1974 vom Minister für Handel und Industrie bestellt und überwacht, bis diese Befugnisse in die neu geschaffene Position des Ministers für Energie aufgenommen wurden.

### 1986–97
Die konservative Regierung unter der Leitung von Premierministerin Margaret Thatcher führte den „Gas Act 1986“ ein, der zur Privatisierung des Unternehmens führte. Am 8. Dezember 1986 wurden die Aktien erstmals an der Londoner Börse als „British Gas plc“ gelistet. In der Hoffnung, Einzelpersonen zu ermutigen, Aktionäre zu werden, wurde das Angebot mit der „If you see Sid … Tell him!“-Kampagne beworben. Der anfängliche Preis von 135 Pfund je Aktie ergab einen geschätzten Unternehmenswert von 9 Milliarden Pfund, dem höchsten Eigenkapitalangebot zu diesem Zeitpunkt.

### Seit 1997
Im Jahr 1997, 11 Jahre nach der Privatisierung, wurde British Gas als völlig eigenständige BG Group und Centrica zerschlagen. Centrica übernahm das Gasverkaufs- und Handelsgeschäft. Zusätzlich übernahm es die Gasfelder „North Morecambe“ und „South Marcambe“ und sämtliche Produktionsanlagen. Centrica besitzt ebenso das Nutzungsrecht an der Marke „British Gas“ innerhalb des Vereinigten Königreichs.
British Gas wird vom Geschäftsführer Mark Hodges geleitet. Das Unternehmen stellt Energie und Dienstleistungen für 11 Millionen Haushalte zur Verfügung und beschäftigt über 28.000 Mitarbeiter in Großbritannien. Im April 2016 wurde bekannt, dass 224.000 Privatkunden das Unternehmen verlassen haben, die ihre Verträge zum Ende ihrer festen Laufzeit kündigten und zu anderen Lieferanten wechselten, was als Hauptgrund für diesen Verlust galt.

## Werbung, Sportförderung und Vermarktung
British Gas ist in der Sportförderung aktiv, einschließlich eines 6-Jahres-Vertrags mit der britischen Schwimmmannschaft, der im März 2009 begann und bei dem erwartet wurde, dass das Team 15 Millionen Pfund erhält. Von 2006 bis 2009 sponserte British Gas die Southern Football League.

## Verteilnetzbetreiber
British Gas ist ein Energieversorger für Häuser im ganzen Land. Die Rohrinfrastruktur, die das Gas an die Verbraucher liefert, besitzen andere Unternehmen, die diese auch pflegen und instand setzen. Sie verwalten jedoch nicht das Netz von Türmen und Kabeln, die den Strom verteilen – diese werden von von Region zu Region unterschiedlichen Verteilnetzbetreibern gepflegt.